# 극한 인장 강도
인장 강도(tensile strength, TS) 또는 극한 강도(ultimate strength)라고 하는 극한 인장 강도(Ultimate tensile strength, UTS)는 재료의 세기를 나타내는 힘으로, 재료가 절단되도록 끌어당겼을 때 견뎌내는 최대 하중을 재료의 단면적으로 나눈 값을 말한다. 인장 강도는 장력 강도라고 하기도 한다. 

## 같이 보기
- 재료역학
- 실패
- 장력
- 영률